# ماكسيم شفتشينكو
ماكسيم شفتشينكو (بالروسية: Шевченко, Максим Александрович)‏ (11 فبراير 1983 - ) هو لاعب كرة قدم روسي في مركز الوسط. لعب مع بالتيكا كالينينغراد ونادي كوبان كراسنودار وسليوت بيلغورود ‏ وFC Sevastopol (2014) ‏ وFC Krasnodar-2000 ‏ وFC Volgar Astrakhan ‏ وطوربيدو أرمافير ‏ وFC Spartak-UGP Anapa ‏ وFC Amur Blagoveshchensk ‏.